# Asticta mommereti
Asticta mommereti là một loài bướm đêm trong họ Erebidae.